# دولت بابانوف
دولت بابانوف (انگلیسی: Davlat Bobonov؛ زادهٔ ۷ ژوئن ۱۹۹۷) جودوکار اهل ازبکستان است.